# Einestages
Einestages (Într-o bună zi) este un portal istoric care a apărut în octombrie 2007, inițiat fiind de Spiegel Online. Pe paginile lui se pot citi comentariile însoțite de imagini a unor evenimente istorice. Știrile sunt redactate sub conducerea lui Michail Hengstenberg. După datele statistice ale editurii, până în 2007 erau înregistrați peste 8,2 milioane de membri.
În martie 2008, portalul a fost distins ca Magazinul Web al anului. iar din septembrie 2008 s-a găsit o perioadă la chioșcurile de ziare, sub formă tipărită.